# Grigorij Nikitin
Grigorij Michajlovič Nikitin (in russo Григорий Михайлович Никитин?; trasl. angl. Grigori Mikhailovich Nikitin; San Pietroburgo, 7 gennaio 1890 – 1917) è stato un calciatore russo, di ruolo attaccante.

## Carriera

### Club
Ha cominciato la sua carriera Natsionaly di San Pietroburgo per poi passare allo Sport, sempre a San Pietroburgo.

### Nazionale
È stato convocato per i giochi olimpici del 1912, disputando la sua unica gara in nazionale nella partita olimpica, valida per il torneo di consolazione, contro la Germania.

## Statistiche

### Cronologia presenze e reti in Nazionale
| Cronologia completa delle presenze e delle reti in nazionale ― Russia | Cronologia completa delle presenze e delle reti in nazionale ― Russia | Cronologia completa delle presenze e delle reti in nazionale ― Russia | Cronologia completa delle presenze e delle reti in nazionale ― Russia | Cronologia completa delle presenze e delle reti in nazionale ― Russia | Cronologia completa delle presenze e delle reti in nazionale ― Russia | Cronologia completa delle presenze e delle reti in nazionale ― Russia | Cronologia completa delle presenze e delle reti in nazionale ― Russia |
| Data                                                                  | Città                                                                 | In casa                                                               | Risultato                                                             | Ospiti                                                                | Competizione                                                          | Reti                                                                  | Note                                                                  |
| --------------------------------------------------------------------- | --------------------------------------------------------------------- | --------------------------------------------------------------------- | --------------------------------------------------------------------- | --------------------------------------------------------------------- | --------------------------------------------------------------------- | --------------------------------------------------------------------- | --------------------------------------------------------------------- |
| 2-7-1912                                                              | Solna                                                                 | Germania                                                              | 16 – 0                                                                | Russia                                                                | Olimpiadi 1912                                                        | -                                                                     |                                                                       |
| Totale                                                                |                                                                       | Presenze                                                              | 1                                                                     |                                                                       | Reti                                                                  | 0                                                                     |                                                                       |